# Memento mori
Memento mori (letteralmente: «ricordati che devi morire») è una nota locuzione in lingua latina.

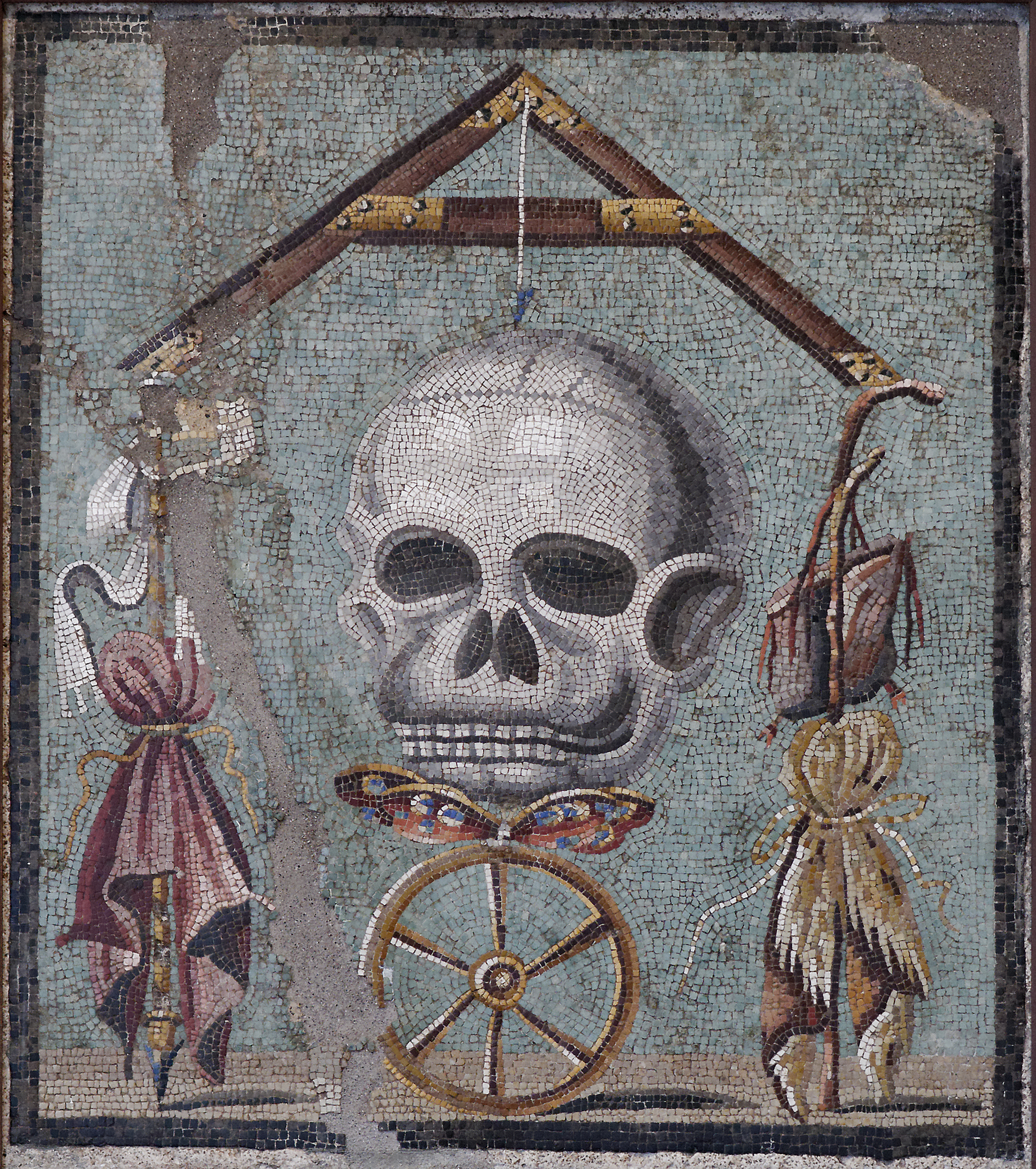
Memento mori in un mosaico antico romano rinvenuto a Pompei, I sec., autore ignoto (Museo archeologico di Napoli)

## Origine
La frase scaturisce da una particolare usanza tipica dell'antica Roma: quando un generale rientrava nella città dopo un trionfo bellico e sfilando nelle strade raccoglieva gli onori che gli venivano tributati dalla folla, correva il rischio di essere sopraffatto dalla superbia e dalle manie di grandezza. Per evitare che ciò accadesse, qualcuno alle sue spalle gli pronunciava la frase: «Respice post te. Hominem te memento» ("Guarda dietro a te. Ricordati che sei un uomo").

## Epoca barocca
Il memento mori divenne poi popolare nell'arte ecclesiastica cristiana della Controriforma, e raggiunse il suo apice simbolico nella pittura secentesca e nella natura morta, nella cui composizione appare sovente un teschio collocato accanto a fiori e frutta, e spesso accostato simbolicamente a un orologio, a rilevare il concetto del tempus fugit. Divenne inoltre il motto dei monaci trappisti, che in questo modo ricordavano la caducità del tempo presente e l'imminenza del giudizio particolare, a cui seguiranno, per ogni uomo, la vita o la morte eterna.

## Galleria d'immagini

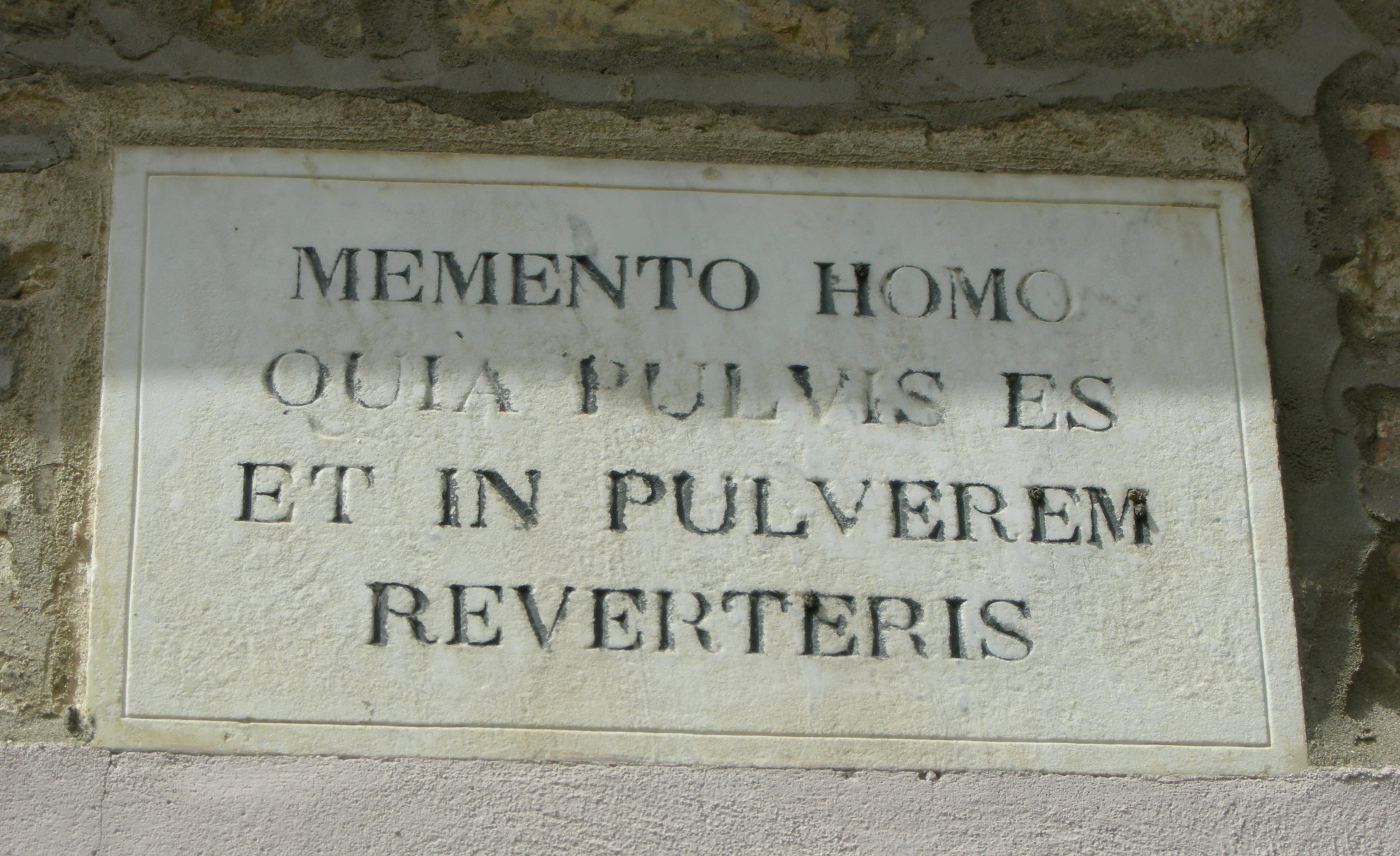
Iscrizione di memento mori sul portale di un cimitero a Firenze in cui si vede la scritta in latino che dice: "Ricordati, uomo, che polvere sei e polvere ritornerai"
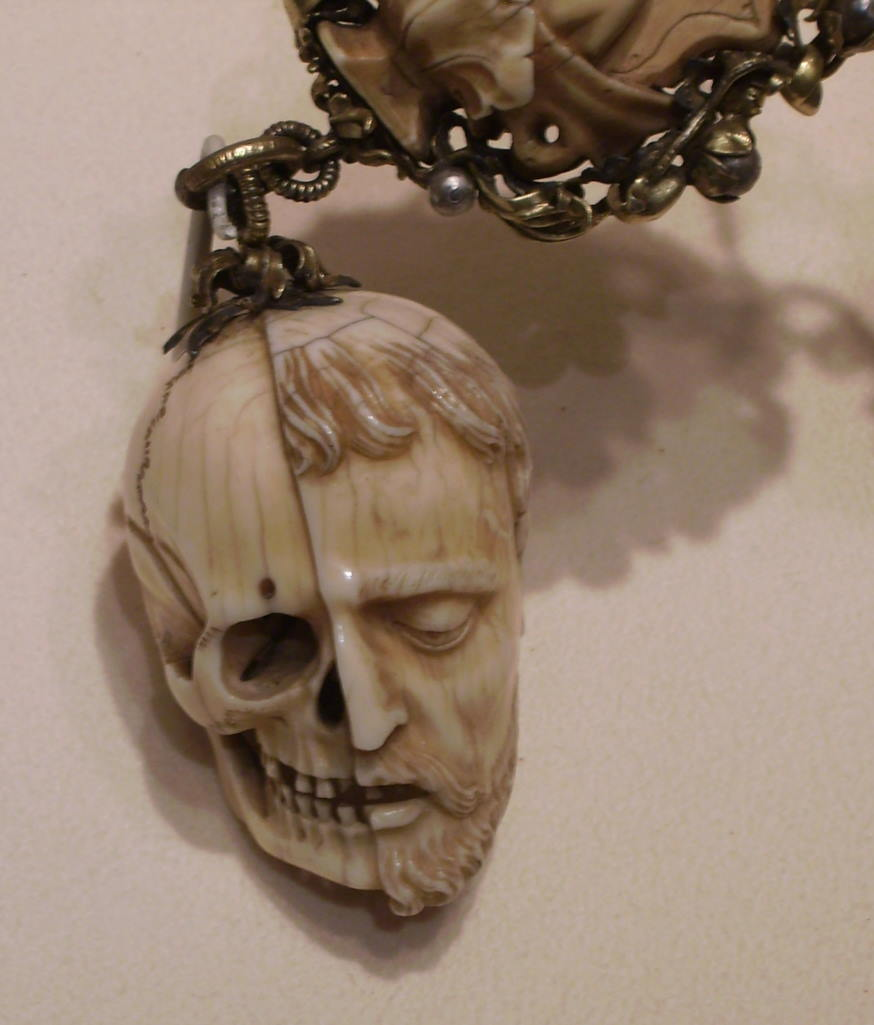
Memento mori in avorio in un rosario del Cinquecento (Metropolitan Museum of Art, New York)
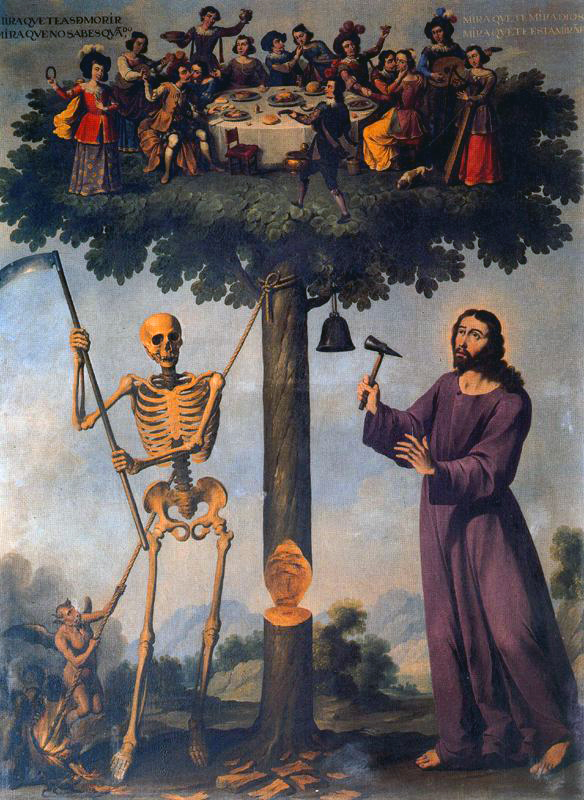
L'Albero della Vita (Ignacio de Ries) (1653), Cattedrale di Segovia
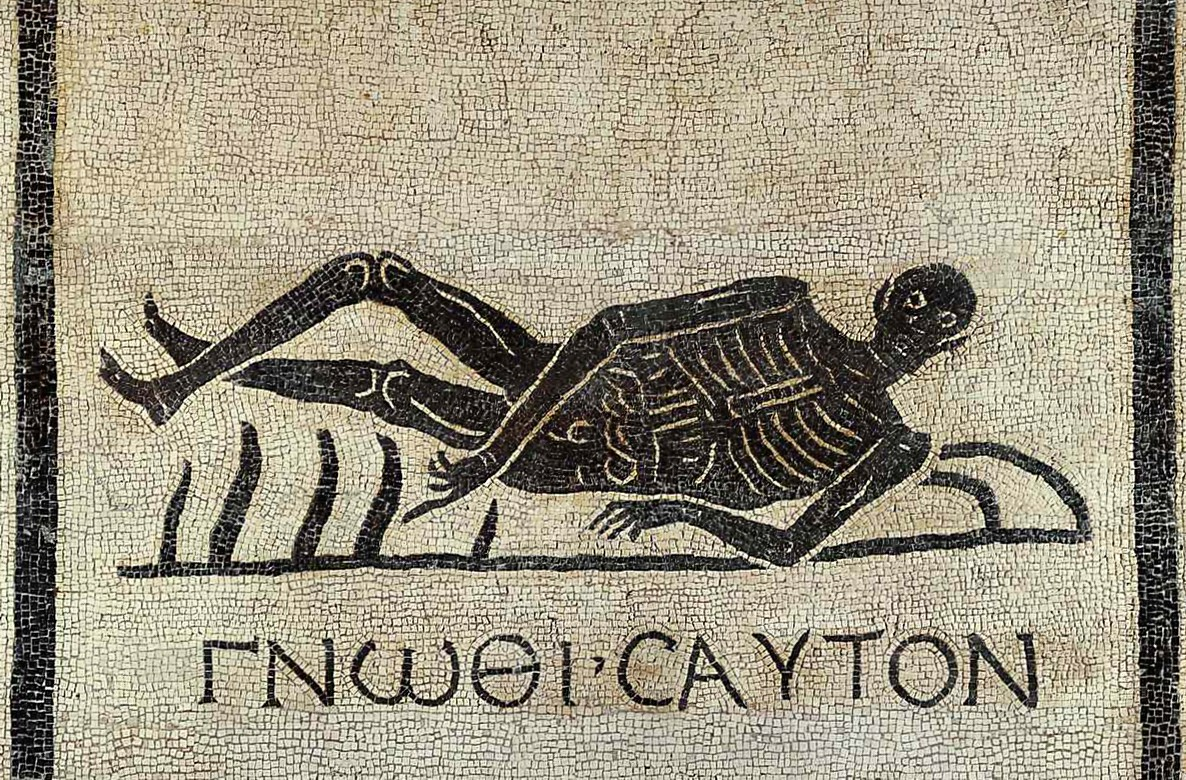
Un memento mori in un mosaico nel convento di San Gregorio a Roma recante il motto greco γνῶθι σαυτόν ("conosci te stesso", oggi esposto al Museo nazionale romano, presso le Terme di Diocleziano)
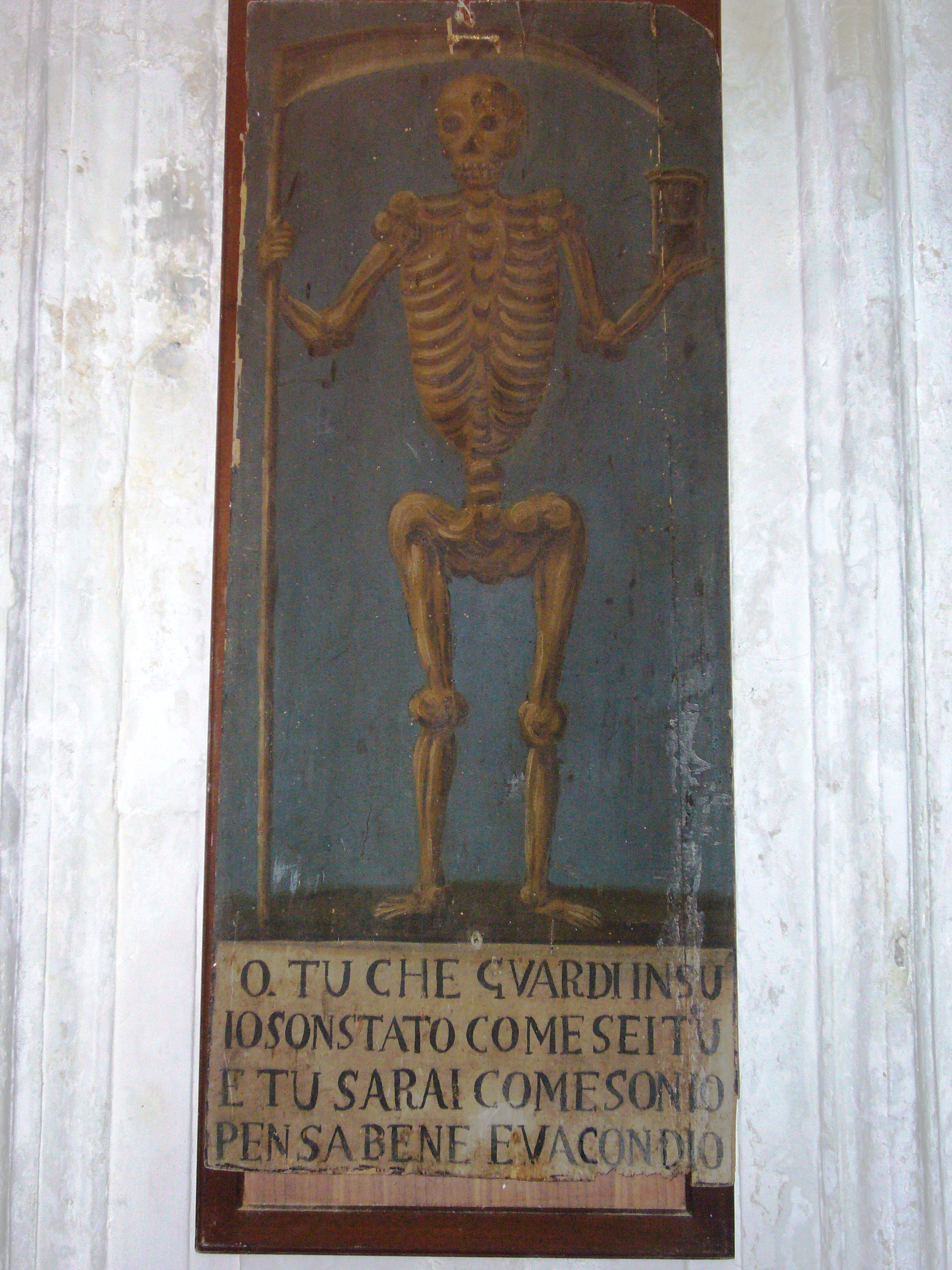
Forio d'Ischia, Memento mori nel santuario di san Francesco di Paola
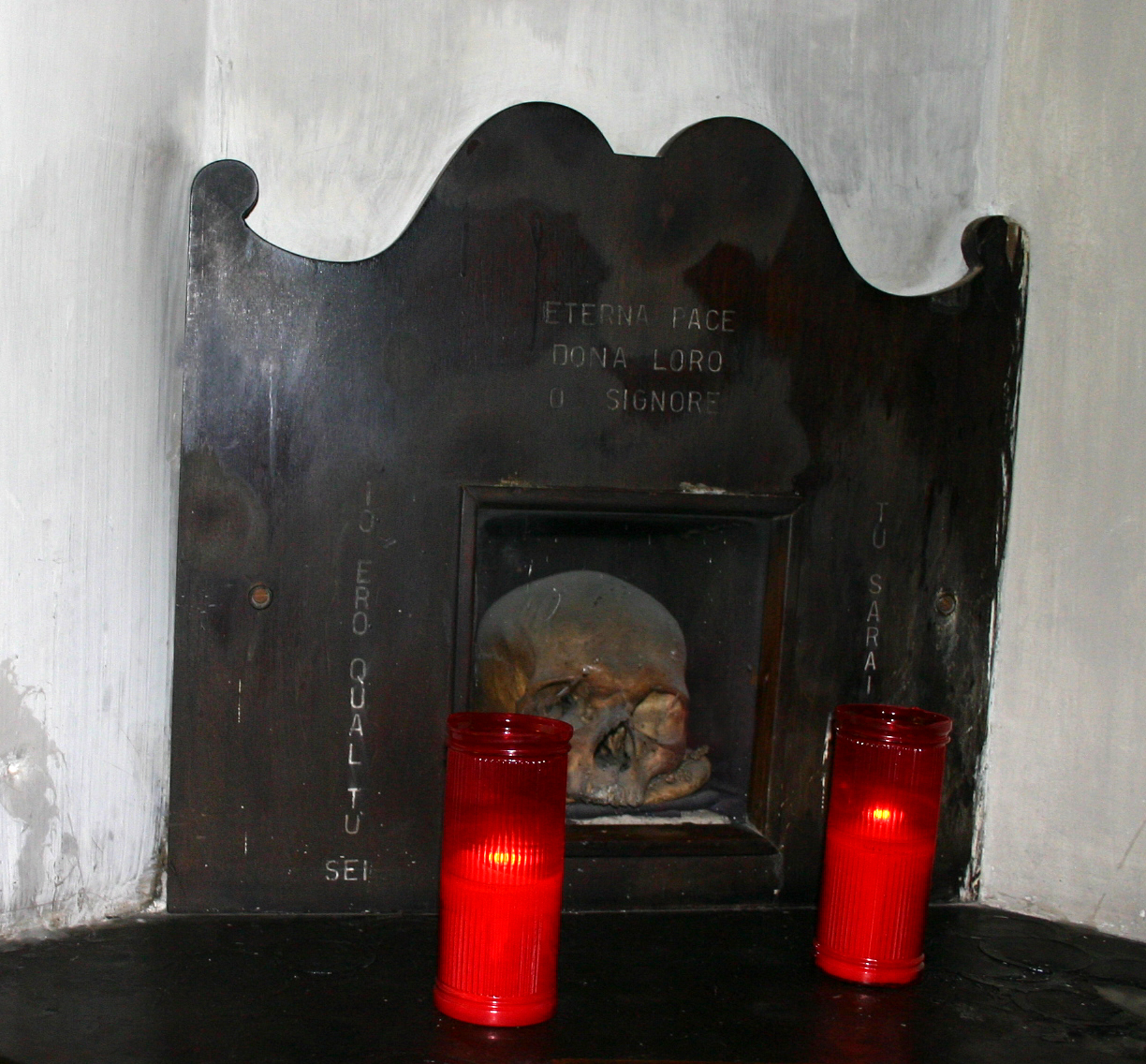
Milano, San Marco: "Io ero qual tu sei / tu sarai qual son io"